# 55 (број)
55 је број, нумерал и име глифа који представља тај број. 55 је природан број који се јавља после броја 54, а претходи броју 56.

## У науци
- Је атомски број цезијума

## У спорту
- Је број на дресу Александра Ковачевића у Црвеној звезди[1]

## Остало
- Је аутобуска линија у Београду који саобраћа на релацији Звездара - Стари Железник[2]
- Је међународни позивни број за Бразил[3]
- Је члан Фибоначијевог низа